# Marine Conservation Institute

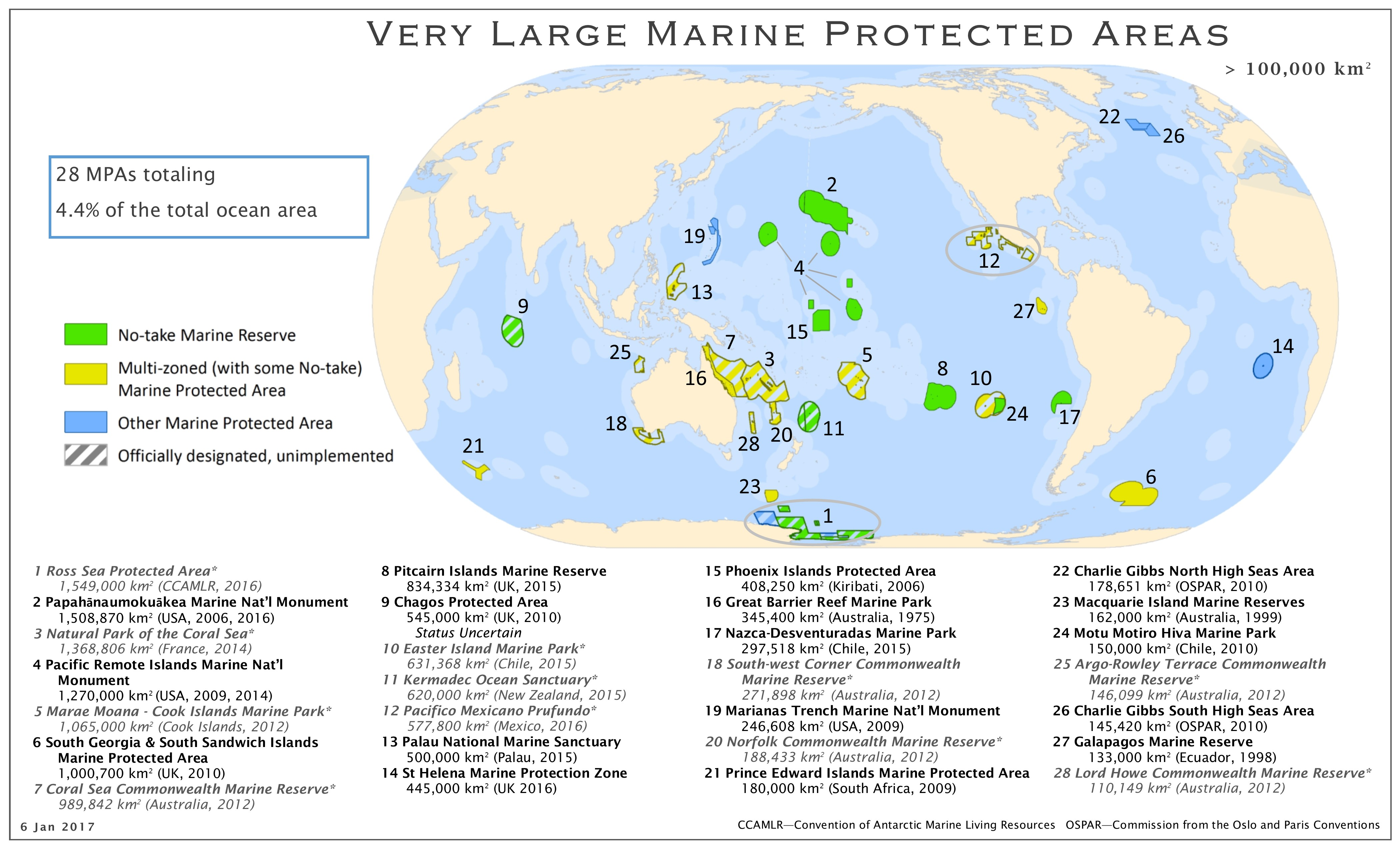
Weltkarte der größeren MPAs

Die US-amerikanische Naturschutzorganisation Marine Conservation Institute (MCI, früher Marine Conservation Biology Institute) setzt sich für den Meeresschutz ein. Vorrangiges Ziel der Organisation aus Seattle im Bundesstaat Washington ist die Vernetzung und Bereitstellung von Daten für weltweite Marine Schutzgebiete. Das Institut ist an der Global Ocean Biodiversity Initiative (GOBI) beteiligt.
Die Organisation wurde 1996 von dem Ökologen Elliott Norse gegründet und kürzte 2011 ihren Namen in Marine Conservation Institute. Elliot veröffentlichte 1993 einen Artikel in dem Fachjournal Global Marine Biological Diversity, in dem er die meistzitierten Artikel im marinen Umweltschutz referenzierte und damit auf globale Themen des Meeresschutzes aufmerksam machen wollte. 1996 gründete er das MCI mit dem Ziel, direkt auf Entscheidungsträger der Politik im Sinne für marine Belange Einfluss zu nehmen.

## MPAtlas
MPatlas bietet eine Echtzeitdatenbank und Karten über bestehende und nominierte Meeresschutzgebiete an.